# Comfortably Uncomfortable
Comfortably Uncomfortable je debutové album americké rockové skupiny The Jealous Girlfriends. Bylo nezávisle vydané 22. srpna 2005. Hudebním producentem alba byl George P. Burdell.

## Seznam skladeb
| Pořadí         | Název                                         | Délka |
| -------------- | --------------------------------------------- | ----- |
| 1.             | Birthday Song                                 | 3:13  |
| 2.             | Diffusive Dreaming                            | 2:23  |
| 3.             | Lay Around                                    | 5:21  |
| 4.             | Airport Security                              | 3:50  |
| 5.             | Mother May I                                  | 3:11  |
| 6.             | Whoever You Are                               | 3:40  |
| 7.             | Please, Please, Please Let Me Get What I Want | 3:48  |
| 8.             | Indifference                                  | 7:19  |
| Celková délka: | Celková délka:                                | 32:45 |